# 罗什科隆布
罗什科隆布（法語：Rochecolombe，法語發音：[ʁɔʃkɔlɔ̃b]）是法国阿尔代什省的一个市镇，属于拉让蒂耶尔区。

## 地理
罗什科隆布（44°31'3"N, 4°26'8"E）面积21.5 平方千米，位于法国奥弗涅-罗讷-阿尔卑斯大区阿尔代什省，该省份为法国东南部内陆省份，北起顺时针与卢瓦尔省、伊泽尔省、德龙省、沃克吕兹省、加尔省、洛泽尔省和上盧瓦爾省接壤。
与罗什科隆布接壤的市镇（或旧市镇、城区）包括：拉戈尔斯、圣日耳曼、阿尔代什河畔圣莫里斯、圣莫里斯迪比、贝尔新城、沃居埃。

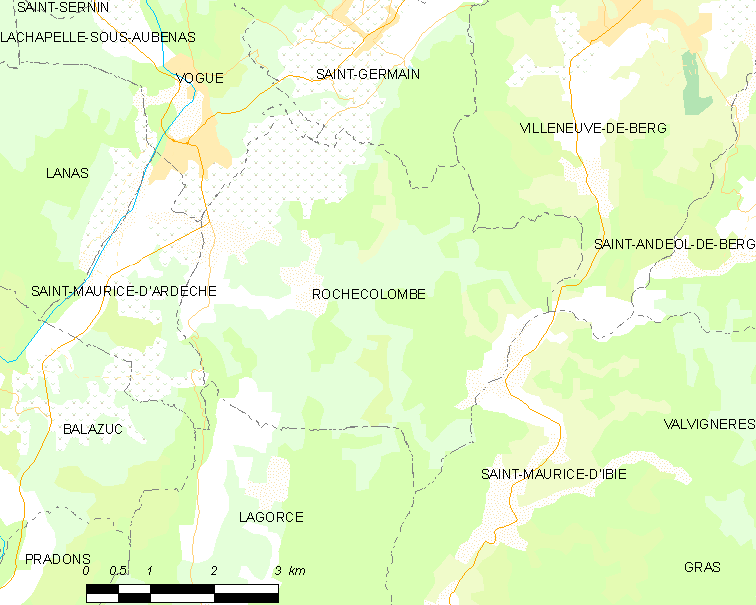
罗什科隆布的OSM定位图

罗什科隆布的时区为UTC+01:00、UTC+02:00（夏令时）。

## 行政
罗什科隆布的邮政编码为07200，INSEE市镇编码为07190。

## 政治
罗什科隆布所属的省级选区为瓦隆蓬达尔克县。

## 人口

1962-2008年间罗什科隆布人口变化图示

罗什科隆布于2022年1月1日时的人口数量为222人。